# I’m Not a Gun
I’m Not a Gun ist ein Projekt der beiden Musiker John Tejada und Takeshi Nishimoto. Die Veröffentlichungen der Band lassen sich im weitesten Sinne dem Electronica-Genre zuordnen, greifen jedoch auch Einflüsse aus Post-Rock und Jazz auf.

## Geschichte
Tejada und Nishimoto lernten sich 1998 in Los Angeles kennen, wo Nishimoto an der University of Southern California studierte und als Session-Musiker arbeitete. Während Nishimoto die Stücke komponiert und die Gitarre spielt, spielt Tejada das Schlagzeug und ist für die elektronischen Effekte verantwortlich.
2003 erschien ihr Debütalbum Everything at Once auf dem Berliner Label City Centre Offices (CCO). Parallel erschien die EP Make Sense and Loose mit Remixen von Tejada, Ulrich Schnauss und Smyglyssna. Nach zwei weiteren Alben auf CCO folgte 2008 mit Mirror das erste Album der Band auf Tejadas eigenem Label Palette Recordings. 2010 erschien das Album Solace, diesmal wieder auf CCO.
Die Band tourte bereits durch Japan und trat live in Los Angeles und Berlin auf.

## Diskografie

### Alben
- 2003: Everything at Once (City Centre Offices)
- 2004: Our Lives on Wednesdays (City Centre Offices)
- 2006: We Think as Instruments (City Centre Offices)
- 2008: Mirror (Palette Recordings)
- 2010: Solace (City Centre Offices)

### Singles und EPs
- 2003: Make Sense and Loose (Remixes) (City Centre Offices)
- 2005: Sundays Will Never Change (Remixes) (City Centre Offices)